# Kopen Zonder Kijken
Kopen Zonder Kijken is een Nederlands televisieprogramma dat sinds 25 februari 2019 wordt uitgezonden bij RTL 4. De presentatie van het programma is in handen van Martijn Krabbé. Het programma wordt geproduceerd door Krabbé's eigen productiebedrijf Wise Monkeys.
In het programma geven stellen de zoektocht en aankoop van hun nieuwe woning uit handen. De deelnemers geven Martijn Krabbé en zijn team, makelaar en taxateur Alex van Keulen, interieurstyliste Roos Reedijk en bouwdeskundige Bob Sikkes, toestemming om een huis voor hen te zoeken, kopen en verbouwen. De deelnemers zien het huis pas voor het eerst nadat de koopovereenkomst getekend is.

## Opbouw van een uitzending
Een uitzending van het programma begint met een introductie van de kandidaten, ze worden voorgesteld en de huidige woonsituatie wordt getoond. De kandidaten leggen uit waarom de huidige woonsituatie niet meer voldoet en stellen een wensenlijst op. Daarin worden wensen met betrekking tot locatie, budget en dergelijke uiteengezet. Daarnaast maken ze in elke aflevering een moodboard om te laten zien wat de wensen qua inrichting zijn.
Vervolgens wordt bij de notaris een volmacht getekend, waarin ze formeel het kopen van de woning uit handen geven aan het team van Kopen Zonder Kijken.
Daarna is makelaar Alex van Keulen aan zet om te zoeken naar een geschikte woning. Wanneer dit langer duurt dan gehoopt, wordt om een concessie gevraagd. Door de verhitting van de huizenmarkt en stijgende prijzen werd het steeds lastiger het programma te maken. In 2022 is hiervoor een nieuw element aan het format toegevoegd: de 'concessieklok'. Dit is een aftelklok, waarbij als de aftelklok op 0 staat een concessie gedaan moet worden en er iets van de wensenlijst af moet. Van Keulen komt op dat moment bij de kandidaten langs voor een concessiegesprek. Tijdens dit gesprek wordt dan bepaald wat er van de wensenlijst af moet. Ook kan het zoekgebied worden uitgebreid, zodat de kans van slagen met de totale wensenlijst groter wordt.
Wanneer de woning is aangekocht, komt Martijn Krabbé dit vertellen. Hiervoor komt hij onaangekondigd langs met een smoes. Op dit moment wordt tevens de koopovereenkomst getekend. De kandidaten volgen een route door het zoekgebied en rijden langs het aangekochte huis, maar ze weten niet welk huis dat is.
Nadat de wettelijke bedenktijd voorbij is, is de aankoop officieel. Wederom komt Martijn Krabbé langs om de kandidaten geblinddoekt naar het aangekochte huis te rijden. In de aflevering van 15 april 2024 nam Alex van Keulen dit eenmalig van Martijn Krabbé over omdat hij met vakantie ging tijdens de opnames van deze aflevering en kandidaat Alethea niet zelf naar het aangekochte huis kon rijden. Daar zullen ze de woning voor het eerst zien, op het moment dat de woning nog niet is verbouwd.
Bob Sikkes leidt de verbouwing en daarin zitten vaste elementen. Er komt vrijwel altijd een nieuwe (gesponsorde) badkamer en keuken. Roos Reedijk heeft een eigen (afgebakend) budget voor de inrichting en styling. Nadat het huis helemaal is ingericht gaan de kandidaten opnieuw naar het huis. Vervolgens krijgen ze dan het volledig ingerichte huis te zien en eindigt de aflevering.
In seizoen 8 is Martijn Krabbé minder te zien, omdat hij ongeneeslijk ziek is. Alle tussentijdse gesprekken werden gedaan door Bob Sikkens, Alex van Keulen en Roos Reedijk. Alex van Keulen laat de kandidaten weten dat het huis is gekocht en geeft ze de puzzeltocht die ze langs het gekochte huis voert zonder dat ze dit weten. Ook haalt hij ze op en rijdt hij ze geblinddoekt naar het gekochte huis.
Indien het gekochte huis niet blijkt te bevallen, mag dit ook weer worden doorverkocht. Dit is tot nu toe vijf keer gebeurd. Zo verkochten Alex en Pien uit seizoen 3 hun huis al na 5 maanden omdat zij een kindje kregen dat niet paste in het gekochte huis. Ze wilden daarom een groter huis hebben. Diana Villa Martinez en Jeffrey uit seizoen 2 zetten al na één dag een tekoopbord in de tuin omdat het huis dat voor hen was gekocht veel te klein bleek te zijn en de binnenkant te donker. Ook Deveny en Roy besloten om hun huis te koop te zetten, het huis werd op Funda gespot. Ze woonden er al een paar jaar maar wilden kiezen voor iets anders. In 2025 zetten ook Noud en Elisha uit seizoen 7 een tekoopbord in de tuin van hun huis in Tilburg. De reden hiervan is niet bekend, maar ze leken er een mooie winst mee op te strijken.In datzelfde jaar zetten ook Jaap en Jessica uit seizoen 3 een tekoopbord in de tuin van hun huis in Leidschendam, omdat zij drie kinderen hadden en daarom behoefte hadden aan een groter huis.Marlou en Ferdo uit seizoen 7 besloten hun huis bijna te verkopen omdat ze maar geen kind konden krijgen. Omdat ze er vanuit gingen dat Marlou al zwanger zou zijn werd een eengezinswoning in Haren voor ze gekocht, zodat ze een kamer voor het toekomstige kind konden inrichten. Ze was op dat moment echter nog niet zwanger, zodat ze even overwogen om een Te Koop bord in de tuin te zetten. Een allesbeslissende ISCI-poging in Duitsland bleek echter succesvol te zijn, ze kregen een tweeling. Hierna besloten ze dan toch om het huis te houden.

## Clichés
Bepaalde elementen komen vaak terug in de uitzending. Bob Sikkes belt redelijk vaak op om te vragen of het stel nog extra budget over heeft. Daarnaast gaat het vaak om koppels die zwanger raken, heerst er een voorliefde voor sfeervolle jaren '30-woningen en wordt er met regelmaat een visgraatvloer gelegd. Er zijn kijkers die hiervoor speciaal bingokaarten maken om alle clichés af te vinken.

## Afleveringen
| Seizoen-afl | Kandidaten            | Woonden in         | Huis gekocht in           | uitgezonden |
| ----------- | --------------------- | ------------------ | ------------------------- | ----------- |
| 1-1         | Jeffrey & Larissa     | Heerhugowaard      | Alkmaar                   | 25-02-2019  |
| 1-2         | Nanne & Merle         | Heerenveen         | Heerenveen                | 02-03-2019  |
| 1-3         | Matthijs & Anouk      | Rotterdam          | Pijnacker                 | 09-03-2019  |
| 1-4         | Frank & Dominique     | Aalsmeer           | Uithoorn                  | 16-03-2019  |
| 1-5         | Echelle & Mella       | Huizen             | Almere                    | 23-03-2019  |
| 1-6         | Marco & Merel         | Rotterdam          | Rotterdam                 | 30-03-2019  |
| 1-7         | Erwin & Alina         | Assendelft         | geen huis gekocht via KZK | 06-04-2019  |
| 1-8         | Ferry & Sabine        | Zoetermeer         | Boskoop                   | 13-04-2019  |
| 2-1         | Bram & Sanne          | Utrecht            | Amersfoort                | 02-03-2020  |
| 2-2         | Fred & Carla          | Alkmaar            | geen huis gekocht via KZK | 09-03-2020  |
| 2-3         | Tidde & Joni          | Den Haag           | Den Haag                  | 16-03-2020  |
| 2-4         | Luuk & Marijke        | Den Bosch          | Tilburg                   | 23-03-2020  |
| 2-5         | Albert-Jan & Barbra   | Breda              | Breda                     | 30-03-2020  |
| 2-6         | Jeffrey & Diana       | Haarlem            | Haarlem                   | 06-04-2020  |
| 2-7         | Arno & Lethe          | Roosendaal         | Roosendaal                | 13-04-2020  |
| 2-8         | Fernant & Joeke       | Amsterdam          | Haarlem                   | 20-04-2020  |
| 3-1         | Maarten & Kaat        | Rotterdam          | Breda                     | 19-10-2020  |
| 3-2         | Roy & Deveny          | Oosterhout         | Waalwijk                  | 26-10-2020  |
| 3-3         | Job & Denise          | Amsterdam          | Alkmaar                   | 02-11-2020  |
| 3-4         | Jaap & Jessica        | Den Haag           | Leidschendam              | 09-11-2020  |
| 3-5         | Ricardo & Kelly       | Wassenaar          | Wassenaar                 | 16-11-2020  |
| 3-6         | Alex & Pien           | Nijmegen           | Nijmegen                  | 23-11-2020  |
| 3-7         | Ronald & Magda        | Amsterdam          | Heiloo                    | 30-11-2020  |
| 4-1         | Bas & Sofie           | Utrecht            | De Bilt                   | 30-08-2021  |
| 4-2         | Yort & Merel          | Assendelft         | Assendelft                | 06-09-2021  |
| 4-3         | Daan & Caglayan       | Utrecht            | Amersfoort                | 13-09-2021  |
| 4-4         | Lumanda & Marlous     | Urk                | Almere                    | 20-09-2021  |
| 4-5         | Robin & Francis       | Amsterdam          | Hilversum                 | 27-09-2021  |
| 4-6         | Thom & Iris           | Tilburg            | Tilburg                   | 04-10-2021  |
| 4-7         | Jurgen & Elise        | Rotterdam          | Krimpen a/d IJssel        | 11-10-2021  |
| 4-8         | Pascal & Eva          | Papendrecht        | Papendrecht               | 18-10-2021  |
| 4-9         | Martijn & Lynn        | Apeldoorn          | Apeldoorn                 | 01-11-2021  |
| 5-1         | Casper & Vera         | Leiden             | Hillegom                  | 16-05-2022  |
| 5-2         | Cevar & Shannon       | Groningen          | Noordhorn                 | 23-05-2022  |
| 5-3         | Robert-Jan & Maran    | Utrecht            | Hilversum                 | 30-05-2022  |
| 5-4         | Volcmar & Marlies     | Berkel & Rodenrijs | Bergschenhoek             | 06-06-2022  |
| 5-5         | Bonne & Michiel       | Leeuwarden         | Leeuwarden                | 13-06-2022  |
| 5-6         | Vera & Dyan           | Amsterdam          | Castricum                 | 20-06-2022  |
| 5-7         | Jeroen & Carlijn      | Utrecht            | Soest                     | 27-06-2022  |
| 5-8         | Rob & Lotte           | Den Bosch          | Rossum                    | 04-07-2022  |
| 6-1         | Riski & Lisa          | Lochem             | Lochem                    | 17-04-2023  |
| 6-2         | Paul & Kim            | Utrecht            | Driebergen                | 24-04-2023  |
| 6-3         | Said & Weralucie      | Amersfoort         | Harderwijk                | 01-05-2023  |
| 6-4         | Ruben & Sanne         | Den Haag           | Den Haag                  | 08-05-2023  |
| 6-5         | Emanuel & Charissa    | Vlaardingen        | Rotterdam                 | 15-05-2023  |
| 6-6         | Hein & Quirine        | Amsterdam          | Vught                     | 22-05-2023  |
| 6-7         | Santos & Vanity       | Zoetermeer         | Benthuizen                | 29-05-2023  |
| 6-8         | Gijs & Sophie         | Amsterdam          | Groningen                 | 05-06-2023  |
| 6-9         | Sicco & Tessa         | Drachten           | Opeinde                   | 12-06-2023  |
| 6-10        | Ferdi & Karlijn       | Zwolle             | Olst                      | 19-06-2023  |
| 7-1         | Myra                  | Rotterdam          | Rotterdam                 | 11-03-2024  |
| 7-2         | Deyar & Amanch        | Delft              | Delft                     | 18-03-2024  |
| 7-3         | Sanna, Berend & Melle | Utrecht            | Arnhem (2 huizen)         | 25-03-2024  |
| 7-4         | Noud & Alisha         | Eindhoven          | Tilburg                   | 01-04-2024  |
| 7-5         | Koen & Matthijs       | Turnhout           | Den Bosch                 | 08-04-2024  |
| 7-6         | Alithea               | Hilversum          | Hilversum                 | 15-04-2024  |
| 7-7         | Boy & Martijn         | Utrecht            | Deventer                  | 22-04-2024  |
| 7-8         | Rens & Christine      | Den Haag           | Haarlem                   | 29-04-2024  |
| 7-9         | Ferdos & Marlou       | Groningen          | Groningen                 | 06-05-2024  |
| 8-1         | Leontine & Olivier    | Rosmalen           | Papendrecht               | 24-03-2025  |
| 8-2         | Leroy & Saskia        | Amsterdam          | Lelystad                  | 31-03-2025  |